# Timișoara Decembrie 1989
Timișoara Decembrie 1989 este un film românesc din 1992 regizat de Ovidiu Bose Paștina.